# Baía da Babitonga

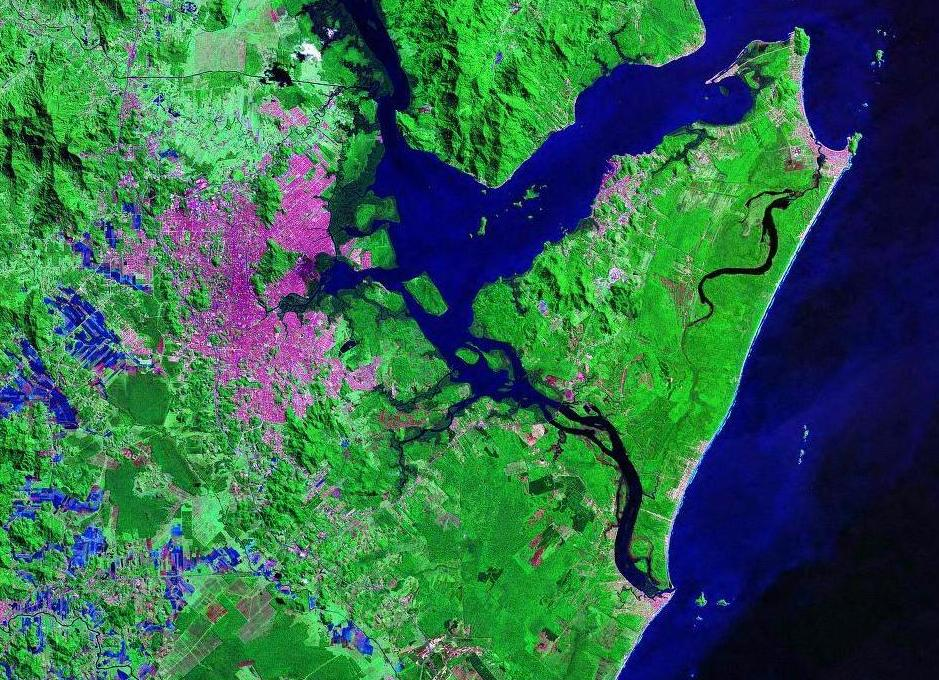
Foto de satélite onde aparece a ilha de São Francisco do Sul, a baía da Babitonga com suas ilhas e as cidades de Joinville e São Francisco do Sul. Na parte de baixo da foto, o canal do Linguado.

A baía da Babitonga, ou somente baía Babitonga, está localizada no litoral norte do estado brasileiro de Santa Catarina, na foz do rio Palmital, entre as cidades de Araquari, Joinville, Itapoá e a ilha de São Francisco do Sul.
Possui cerca de 153,7 km² de lâmina d’água. O canal possui profundidade média de 6 metros, podendo chegar a 28 metros no canal de conexão com o mar, para o tráfego de navios e dragagens periódicas devido as atividades dos portos. A Baía Babitonga é também considerada o maior complexo estuarino do Estado de Santa Catarina por abrigar a maior área de manguezal do território catarinense. 
Abriga dois portos na região, que compreendem um trânsito intenso de navios, obras de expansão de píeres, dragagem e outras ações necessárias à manutenção dos mesmos. Entre eles, está o porto de São Francisco do Sul (26º 14′ 15” S / 48º 37′ 59” W), inaugurado em 1955, localizado na porção central do município  e o porto de Itapoá (26° 10′ 50,6″ S/48° 36′ 08,3″ O), instalado posteriormente em 2011.

## História
Esta baía já era habitada há mais de três mil anos por caçadores e coletores sambaquianos, os homens do sambaqui. 
No século XV e XVI se registra a ocupação da baía por grupos tupi-guarani, denominados carijós, que há algumas centenas de anos antes se sobrepuseram culturalmente àqueles grupamentos sambaquianos ancestrais. Os carijós, por sua vez, não resistiram à dominação europeia com o início da ocupação portuguesa do litoral sul do Brasil. Sucumbiram pela escravização, guerras, por doenças e mesmo pela aculturação, desaparecendo como cultura autóctone antes do século XVII. 
Na margem norte da baía está a localidade de Saí (na grafia arcaica "Sahy") que em 1842 foi palco de uma experiências sociais pioneiras no mundo - o Falanstério do Saí - organizado pelo Dr. Benoit Jules Mure que se baseava nas doutrinas de Charles Fourier e que contava com colonizadores franceses.
Às margens da baía, principalmente a norte, existem resquícios importantes da Mata Atlântica. A natureza exuberante faz desta região um reduto visitado por turistas. Uma balsa faz a ligação da cidade de Joinville com a margem norte. Uma das localidades da margem norte é a Vila da Glória. Existem outras localidades às margens da baía.
O Vapor Babitonga foi o primeiro meio de transporte marítimo motorizado de passageiros e cargas de São Francisco do Sul a Joinville, entrou em operação em 1878, e durante anos foi um importante meio de transporte entre estas localidades.   

## Geografia
A baía tem uma extensão de mais de doze milhas náuticas de comprimento por três de largura. As profundidades variam de 12 a 20 metros. A barra que conecta a baía ao Oceano Atlântico, entre a Ponta da Trincheira e o Morro João Dias, possui 1500 metros de largura e 15 metros profundidade média.
Sua água é predominantemente salgada, podendo apresentar diminuição de densidade em períodos de chuvas prolongadas.

### Ilhas
- Ilha Alvarenga
- Ilha dos Araújos de Dentro
- Ilha dos Araújos de Fora
- Ilha dos Araújos do Meio
- Ilha do Baiacu
- Ilha do Chico Pedro
- Ilha das Claras
- Ilha do Corisco
- Ilha do Ferreira
- Ilha das Flores
- Ilha Grande
- Ilha Itaguaçu
- Ilha dos Herdeiros
- Ilha Mandijituba
- Ilha do Maracujá
- Ilha do Mel
- Ilha da Murta
- Ilha dos Negros
- Ilha do Pernambuco
- Ilha Queimadas
- Ilha do Quiriri
- Ilha Redonda
- Ilha da Rita